# 八幡淳
八幡 淳（やはた じゅん、1974年6月23日 - ）は、ラジオDJ、スタジアムDJ、ナレーター、スポーツジャーナリスト。
北海道小樽市朝里生まれ。朝里小学校、朝里中学校、北海道小樽桜陽高等学校、札幌大学卒業。既婚。

## 略歴
大学卒業後一般企業に就職後、2002年にFM NORTH WAVEでラジオDJデビュー。その後、道内各局でパーソナリティを担当する。
スポーツジャーナリストとして、北海道日本ハムファイターズ関連の記事執筆や、スタジアムDJとしても活動する。

## 人物
サンデースタジアムDOingで共演していた谷藤博美は小学校、中学校の14年後輩となる。

## 現在の出演
ラジオ
- 北海道ライブ あさミミ!(STVラジオ、月・火パーソナリティー)

テレビ
- ジモト応援!札幌つながるNews（J:COM札幌）

スタジアムDJ
- 北海道日本ハムファイターズ(2014年シーズンより)
- レバンガ北海道
- レッドイーグルス北海道(2022-23シーズンより)

寄稿
- ベースボール・タイムズ(北海道日本ハムファイターズ担当ライター)

## 過去の出演
- Rock On FIGHTERS!(エフエムとよひら。コミュニティFM初のプロ野球中継番組で実況を担当。)
- lief(AIR-G'、レポーター)
- HBCスポーツゾーン『ファイト!!』(HBCラジオ)
- ファイターズ&ミュージック「朝イチ!」(HBCラジオ)
- サンデースタジアム DOing （HBCラジオ、2017年4月8日 - ）
- 八幡淳のミュージックソムリエ（STVラジオ）
- 八幡淳の北海道ソムリエ（STVラジオ）
- まるごと!エンタメ〜ション
  - ようじのぢかん 8月第5週 (2022年8月29日-2022年9月2日)

スタジアムDJ
- 2017 アジア プロ野球チャンピオンシップ